# Quet-en-Beaumont
Quet-en-Beaumont est une commune française située dans le département de l'Isère en région Auvergne-Rhône-Alpes.
Petite commune rurale de la région naturelle et montagneuses du Beaumont et rattachée à la communauté de communes de la Matheysine, ses habitants sont dénommés les  Quétourins et les Quétourines.

## Géographie

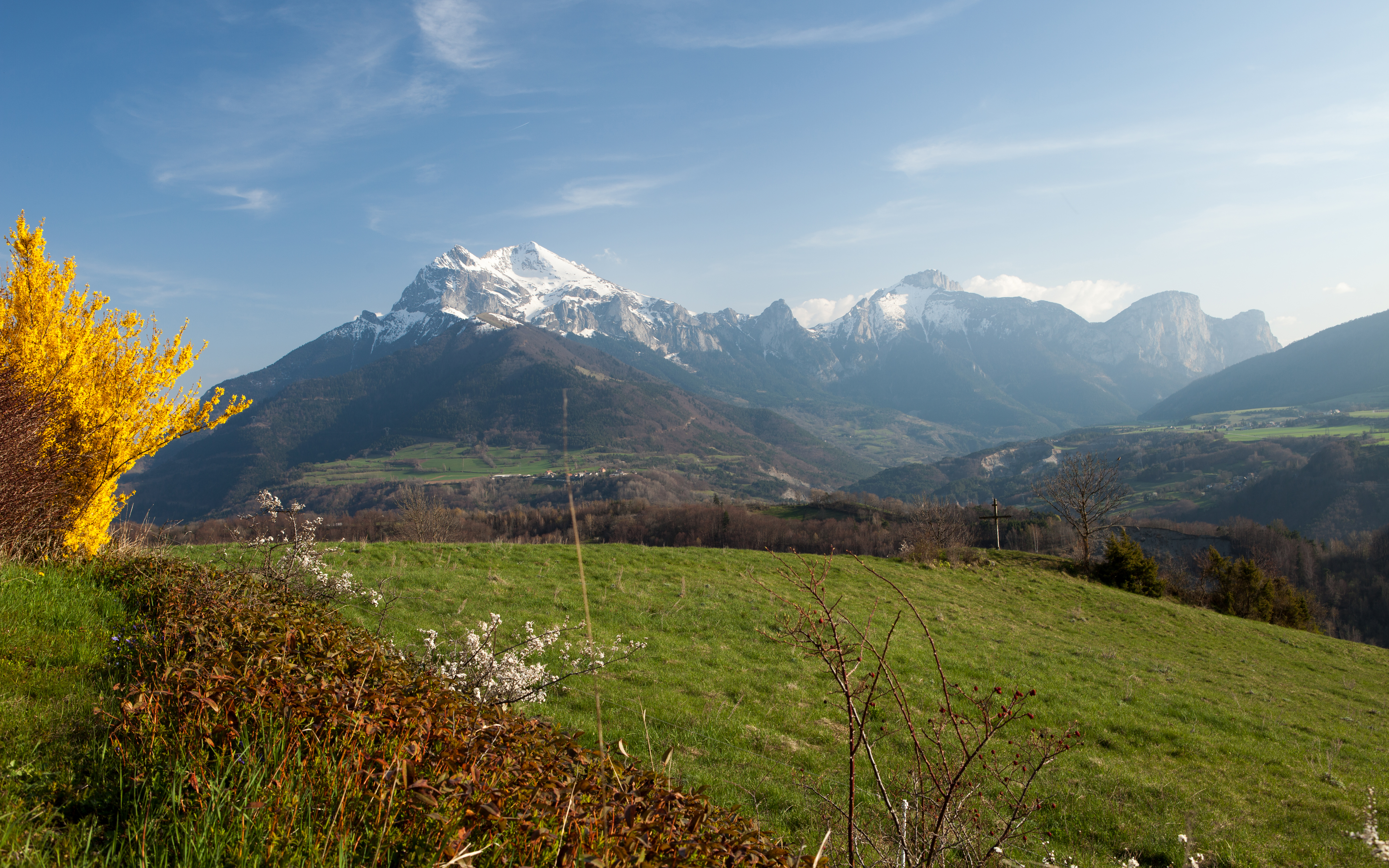
L'Obiou depuis Quet-en-Beaumont.

Quet-en-Beaumont est une petite commune du sud-est de la France, située dans la région du Beaumont au cœur des Alpes françaises, proche des Alpes du Sud au sud du département de l'Isère non loin du territoire des Hautes-Alpes.

### Communes limitrophes
|                                      | La Salle-en-Beaumont |                    |
| Châtel-en-Trièves (commune nouvelle) | Quet-en-Beaumont     | Sainte-Luce        |
|                                      | Pellafol / Corps     | Les Côtes-de-Corps |

### Climat
Pour des articles plus généraux, voir Climat d'Auvergne-Rhône-Alpes et Climat de l'Isère.
En 2010, le climat de la commune est de type climat méditerranéen altéré, selon une étude du Centre national de la recherche scientifique s'appuyant sur une série de données couvrant la période 1971-2000. En 2020, Météo-France publie une typologie des climats de la France métropolitaine dans laquelle la commune est exposée à un climat de montagne ou de marges de montagne et est dans la région climatique  Alpes du sud, caractérisée par une pluviométrie annuelle de 850 à 1 000 mm, minimale en été. 
Pour la période 1971-2000, la température annuelle moyenne est de 9,6 °C, avec une amplitude thermique annuelle de 18,4 °C. Le cumul annuel moyen de précipitations est de 1 019 mm, avec 9,1 jours de précipitations en janvier et 5,9 jours en juillet. Pour la période 1991-2020, la température moyenne annuelle observée sur la station météorologique de Météo-France la plus proche, « Pellafol-Chaneaux », sur la commune de Pellafol à 5 km à vol d'oiseau, est de 9,5 °C et le cumul annuel moyen de précipitations est de 989,6 mm,. Pour l'avenir, les paramètres climatiques de la commune estimés pour 2050 selon différents scénarios d'émission de gaz à effet de serre sont consultables sur un site dédié publié par Météo-France en novembre 2022.

### Hydrographie
La partie méridionale du territoire de la commune est bordée par le ruisseau de la Sézia, affluent du Drac, d'une longueur de 13 km.

### Voies de communication

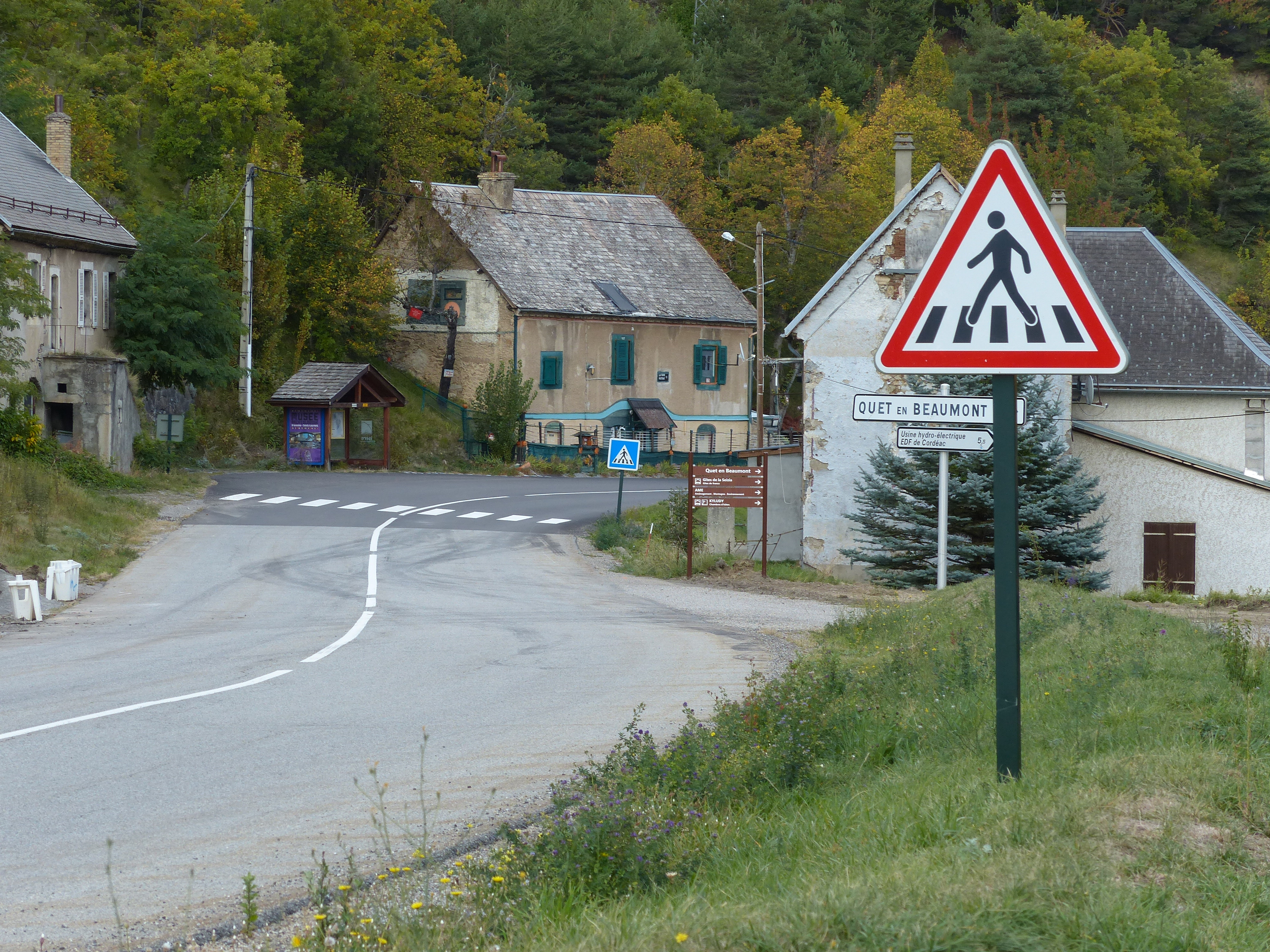
Entrée de Quet-en-Beaumont (RN85)

La RN 85 (également connue sous le nom de « Route Napoléon ») et la RD 70 traversent le territoire communal.

## Urbanisme

### Typologie
Au 1er janvier 2024, Quet-en-Beaumont est catégorisée commune rurale à habitat très dispersé, selon la nouvelle grille communale de densité à sept niveaux définie par l'Insee en 2022.
Elle est située hors unité urbaine et hors attraction des villes,.

### Occupation des sols
L'occupation des sols de la commune, telle qu'elle ressort de la base de données européenne d’occupation biophysique des sols Corine Land Cover (CLC), est marquée par l'importance des forêts et milieux semi-naturels (78,5 % en 2018), une proportion identique à celle de 1990 (78,5 %). La répartition détaillée en 2018 est la suivante : 
forêts (64,7 %), milieux à végétation arbustive et/ou herbacée (13,4 %), zones agricoles hétérogènes (11,3 %), prairies (10,1 %), espaces ouverts, sans ou avec peu de végétation (0,5 %). L'évolution de l’occupation des sols de la commune et de ses infrastructures peut être observée sur les différentes représentations cartographiques du territoire : la carte de Cassini (XVIIIe siècle), la carte d'état-major (1820-1866) et les cartes ou photos aériennes de l'IGN pour la période actuelle (1950 à aujourd'hui).

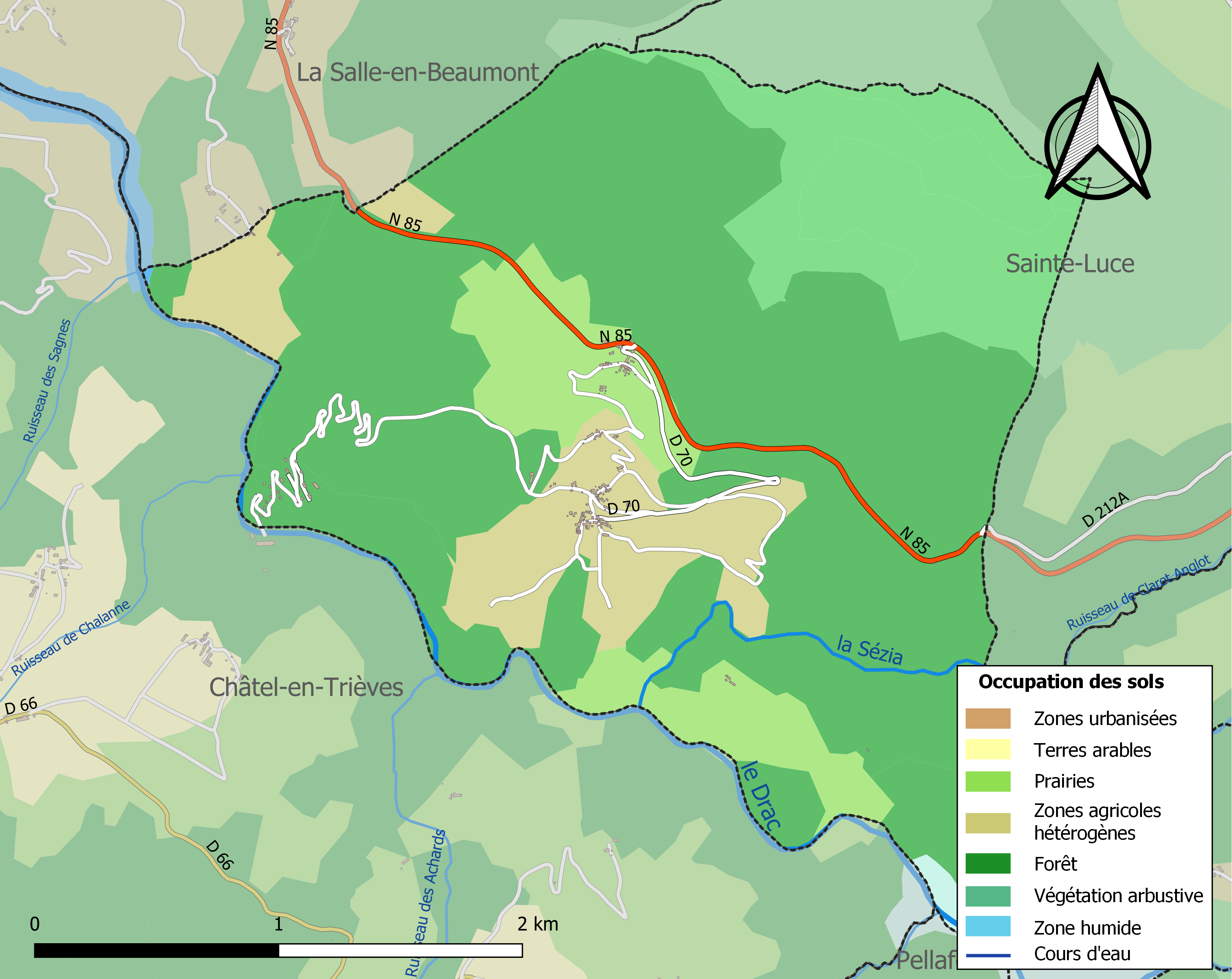
Carte des infrastructures et de l'occupation des sols de la commune en 2018 (CLC).

### Risques naturels et technologiques

#### Risques sismiques
L'ensemble du territoire de la commune de Quet-en-Beaumont est situé en zone de sismicité no 3, dite « modérée » (sur une échelle de 1 à 5), comme la plupart des communes de son secteur géographique. Elle se situe cependant au sud de la limite d'une zone sismique classifiée de « moyenne ».
| Type de zone | Niveau            | Définitions (bâtiment à risque normal) |
| ------------ | ----------------- | -------------------------------------- |
| Zone 3       | Sismicité modérée | accélération = 1,1 m/s2                |

## Toponymie
Du vieux français quay qui signifie haie.

## Politique et administration

### Liste des maires
| Période                                  | Période  | Identité            | Étiquette | Qualité  |
| ---------------------------------------- | -------- | ------------------- | --------- | -------- |
| avant 1988                               | ?        | Prosper Moutin      |           |          |
| 2001                                     | 2008     | Sylvette Riglet     |           |          |
| 2008                                     | En cours | Elisabeth Mostacchi | DVD       | Employée |
| Les données manquantes sont à compléter. |          |                     |           |          |

## Population et société

### Démographie
L'évolution du nombre d'habitants est connue à travers les recensements de la population effectués dans la commune depuis 1793. Pour les communes de moins de 10 000 habitants, une enquête de recensement portant sur toute la population est réalisée tous les cinq ans, les populations de référence des années intermédiaires étant quant à elles estimées par interpolation ou extrapolation. Pour la commune, le premier recensement exhaustif entrant dans le cadre du nouveau dispositif a été réalisé en 2006.

En 2022, la commune comptait 79 habitants, en évolution de +17,91 % par rapport à 2016 (Isère : +3,07 %, France hors Mayotte : +2,11 %).
| 1793 | 1800 | 1806 | 1821 | 1831 | 1836 | 1841 | 1846 | 1851 |
| ---- | ---- | ---- | ---- | ---- | ---- | ---- | ---- | ---- |
| 271  | 268  | 291  | 327  | 335  | 320  | 332  | 358  | 338  |

| 1856 | 1861 | 1866 | 1872 | 1876 | 1881 | 1886 | 1891 | 1896 |
| ---- | ---- | ---- | ---- | ---- | ---- | ---- | ---- | ---- |
| 341  | 337  | 300  | 281  | 270  | 291  | 294  | 269  | 233  |

| 1901 | 1906 | 1911 | 1921 | 1926 | 1931 | 1936 | 1946 | 1954 |
| ---- | ---- | ---- | ---- | ---- | ---- | ---- | ---- | ---- |
| 221  | 206  | 208  | 181  | 193  | 190  | 161  | 684  | 205  |

| 1962 | 1968 | 1975 | 1982 | 1990 | 1999 | 2006 | 2011 | 2016 |
| ---- | ---- | ---- | ---- | ---- | ---- | ---- | ---- | ---- |
| 177  | 94   | 46   | 45   | 36   | 49   | 63   | 63   | 67   |

| 2021 | 2022 | - | - | - | - | - | - | - |
| ---- | ---- | - | - | - | - | - | - | - |
| 75   | 79   | - | - | - | - | - | - | - |

### Enseignement
La commune est rattachée à l'académie de Grenoble.

### Médias
Historiquement, le quotidien régional Le Dauphiné libéré consacre, chaque jour, y compris le dimanche, dans son édition de Romanche et Oisans (38 F), un ou plusieurs articles à l'actualité du canton et de la communauté de communes, quelquefois de la commune, ainsi que des informations sur les éventuelles manifestations locales.
La commune est située sur l'aire de diffusion de radio Ici Isère, une radio publique qui émet sur tout le territoire du département de l'Isère.

### Cultes
La communauté catholique et l'église paroissiale de Quet-en-Beaumont (propriété de la commune) dépendent de la paroisse Saint Pierre Julien Eymard qui rassemble un grand nombre de villages autour de la cité de La Mure. Cette paroisse est rattachée au diocèse de Grenoble-Vienne.

## Culture et patrimoine

### Patrimoine religieux
- Église paroissiale Saint-Jean l'évangéliste

### Patrimoine naturel
Le territoire de Quet-en-Beaumont est intégré dans la Zone naturelle d'intérêt écologique, faunistique et floristique (ZNIEFF) du massif de l'Oisans, délimité par les vallées de la Romanche au Nord, de la Guisane et de la Durance à l'Est et au Sud, du Drac à l'Ouest.

### Héraldique
|  | Quet-en-Beaumont possède des armoiries dont l'origine et le blasonnement exact ne sont pas disponibles. |